# 神偷奶爸系列
《神偷奶爸》（英語：Despicable Me）是一个喜剧电影系列，该系列电影由照明娱乐制作，环球影业发行，共有六部电影，十部短片，还有其它的商品。该系列电影主要角色有超级恶棍格鲁（后来成为父亲和超级英雄），他的女儿玛戈、伊迪丝和艾格尼丝，还有小黄人。2010年上映该系列电影的第一部《神偷奶爸》，续集《神偷奶爸2》在2013年上映。电影《小黄人大眼萌》在2015年月10日上映，2017年6月29日上映《神偷奶爸3》。在佛罗里达环球影城和好莱坞环球影城还有以小黄人为主题的场地「小小兵 瘋狂乘車遊」。

## 电影

### 主要电影

#### 《神偷奶爸》（2010）
神偷奶爸，是该系列的第一部电影，也是照明娱乐的第一部电影，在2010年7月9日上映。该电影由皮埃尔·科芬和克里斯·雷诺执导，基于Sergio Pablos的原创故事。史蒂夫·加瑞尔担任格鲁的配音，米兰达科斯格罗夫担任玛戈的配音，达纳盖尔担任伊迪丝的配音，杜费舍尔担任艾格尼丝的配音，杰森·席格尔担任维克特（反派）的配音，拉塞尔·布兰德担任奈安内博士的配音，朱莉·安德鲁斯马莉娜（格鲁的母亲）的配音。该故事讲述超级恶棍格鲁，想利用孤儿院的三个女孩，玛戈，伊迪丝和艾格尼丝来从他的对手维克特手中窃取缩小枪（也称为胜者）并偷走月亮。神偷奶爸获得正面评价，在全球收获超过$5.43亿的票房，而预算仅为6千9百万美元。

#### 《神偷奶爸2》（2013）
神偷奶爸2，在2013年7月3日上映，导演为皮埃尔·科芬和克里斯·雷诺，编剧为Cinco Paul和Ken Daurio。史蒂夫·加瑞尔，拉塞尔·布兰德，米兰达·科斯格罗夫，达纳盖尔德，和杜费舍尔为该部电影配音（配音角色与上部相同），海蒂小姐由克里斯汀·韦格配音，本杰明·布拉特为爱德华多（本片反派）配音史蒂夫·库根为塞拉斯拉姆斯博顿（除恶联盟的董事长）配音。该片获得正面评价，全球票房超过9.7亿美元。

#### 《神偷奶爸3》（2017）
神偷奶爸3，在2017年6月30日上映，前两部电影的编剧Cinco Paul and Ken Daurio编写该电影。。与上部一樣，史蒂夫·加瑞尔，克莉絲汀·薇格，米蘭達·蔻思葛芙，達娜·蓋爾及奈薇·史嘉瑞为该部电影配音，史蒂夫·加瑞尔同時會為格魯的失散兄弟德魯配音。故事描述在格魯及露西被AVL開除後，一直在找新工作。直到格魯跟失散兄弟德魯回歸團圓，兩人必須阻止反派巴瑟薩布萊德因為荷利活取消他的節目而摧毀的報復計畫。

#### 《神偷奶爸4》（2024）
2022年2月18日，照明娱乐公佈，神偷奶爸4，將在2024年7月3日上映。

## 短片
2010年，短片《家庭大改造》、《迎新日》和《香蕉》在《神偷奶爸》的DVD和蓝光中发行。2013年，《宠物小狗》、《收发室惊魂》和《辅助轮》在《神偷奶爸2》的DVD和蓝光中发行。预计新短片会在《小黄人大眼萌》发行。

### 《家庭大改造》（2010）
神偷奶爸后，两个小黄人帮助玛戈、伊迪丝和艾格尼丝翻新格鲁的房子，以防止被带回孤儿院。

### 《迎新日》（2010）
三个小黄人观看短片后运输炸弹，但是运输途中导致另外两个小黄人的一个巨型炸弹引爆了。

### 《香蕉》（2010）
三个小黄人争夺一个香蕉。在争夺过程中干扰了小黄人们的工作场所。

### 《宠物小狗》（2013）
戴夫看到邻居在遛狗，他也希望有只宠物小狗。他遇到一只流浪UFO。

### 《收发室惊魂》（2013）
两个小小兵（阿肯和麦克）都在一个实验室工作，该实验室在送包裹，而阿肯忙于玩掌上游戏机，导致过期PX-41（即在《神偷奶爸2》中将小小兵变成邪恶小小兵的药剂）被卡在输送带中，并将麦克变成邪恶小黄人，但他时不时回复正常。

### 《辅助轮》（2013）
艾格尼丝骑不好玩具自行车。三个小黄人自愿改造自行车，并帮助艾格尼丝提高自己自行车技巧。

## 票房和评价
| 电影                | 上映日期      | 票房           | 票房           | 票房           | 票房排行 | 票房排行 | 製片成本     | 引用資料 |
| 电影                | 上映日期      | 北美           | 其他地区       | 全球           | 北美     | 世界     | 製片成本     | 引用資料 |
| ------------------- | ------------- | -------------- | -------------- | -------------- | -------- | -------- | ------------ | -------- |
| 神偷奶爸            | 2010年7月9日  | $251,557,985   | $291,600,000   | $543,157,985   | #134     | #202     | $69,000,000  | [ 14 ]   |
| 神偷奶爸2           | 2013年7月3日  | $368,065,385   | $602,700,620   | $970,766,005   | #54      | #53      | $76,000,000  | [ 8 ]    |
| 神偷奶爸3           | 2017年6月30日 | $264,624,300   | $770,175,831   | $1,034,800,131 | #120     | #43      | $80,000,000  | [ 15 ]   |
| 共计                | 共计          | $884,247,670   | $1,664,476,451 | $2,548,724,121 |          |          | $225,000,000 |          |
| 小小兵              | 2015年7月10日 | $336,045,770   | $823,398,892   | $1,159,444,662 | #67      | #23      | $74,000,000  | [ 16 ]   |
| 小小兵2：格魯的崛起 | 2022年7月1日  | $362,779,540   | $542,364,000   | $905,143,540   | #57      | #66      | $80,000,000  | [ 17 ]   |
| 共计                | 共计          | $1,583,072,980 | $3,030,239,343 | $4,613,312,323 |          |          | $379,000,000 | [ 18 ]   |

| 电影                | 烂番茄          | Metacritic    | CinemaScore |
| ------------------- | --------------- | ------------- | ----------- |
| 神偷奶爸            | 81% (191篇评论) | 72 (35篇评论) | A           |
| 神偷奶爸2           | 75% (165篇评论) | 62 (39篇评论) | A           |
| 小小兵              | 54% (173篇评论) | 56 (35篇评论) | A           |
| 小小兵2：格魯的崛起 | 71% (173篇评论) | 56 (41篇评论) | A           |